# En (film)
 For alternative betydninger, se En. (Se også artikler, som begynder med En)
En (russisk: Одна) er en sovjetisk film fra 1931 af Leonid Trauberg og Grigorij Kozintsev.

## Medvirkende
- Jelena Kuzmina som Jelena Kuzmina
- Pjotr Sobolevskij
- Sergej Gerasimov
- Marija Babanova
- Liu-Sian Van som Kulak